# Giovanni Battista Pitzalis
Giovanni Battista Pitzalis (Torralba, 14 aprile 1906 – 11 maggio 1981) è stato un politico italiano.